# Kubíkovy Duby
Kubíkovy Duby je malá vesnice, část města Třemošnice v okrese Chrudim. Nachází se asi 2,5 kilometru jihovýchodně od Třemošnice. Je zde motocrosová trať o délce 1750 m. ve správě AMK Třemošnice. Kubíkovy Duby je také název katastrálního území o rozloze 2,73 km². Do východní části katastrálního území zasahuje část národní přírodní památky Kaňkovy hory.